# Таура (Німеччина)
Таура (нім. Taura) — громада в Німеччині, розташована в землі Саксонія. Входить до складу району Середня Саксонія. Складова частина об'єднання громад Бургштедт.
Площа — 11,11 км2. Населення становить 2340 ос. (станом на 31 грудня 2020).